# دشتک (اردل)
دشتک شهری از توابع شهرستان اردل در استان چهارمحال و بختیاری است. این شهر در۹۲ کیلومتری شهرکرد قرار دارد. این شهر با جمعیت بیش از۱۲۰۰۰ نفر بزرگ‌ترین شهر شهرستان اردل بشمار می‌رود.در اطراف دشتک ، رودخانه دره گرم و دم دره از سرشاخه‌های اصلی کارون جریان دارند. دشتک زادگاه پژمان بختیاری از شاعران نامی کشور می‌باشد.میزان بارندگی دردشتک خیلی زیاد بوده و ارتفاع برف گاه تا ۱٫۵متر هم می‌رسد. اما در سال‌های اخیر میزان بارش کمتر شده‌است. زبان مردم لری بختیاری بوده و اهالی این شهر از دو شاخه اصلی ایل بختیاری یعنی هفت لنگ و چهارلنگ متشکل گردیده‌اند. البته اکثریت مردم هفت لنگ می‌باشند.

## جغرافیا
دشتک در مختصات جغرافیایی ۳۲ درجه و ۹ دقیقه عرض شمالی، و ۵۰ درجه و ۲۷ دقیقه طول شرقی قرار دارد. از جنوب به رشته کوه‌های میلی و از شمال به کوه سالداران و احمد لیوه منتهی می‌شود. شهر دشتک در فاصله ۹۲ کیلومتری از شهرکرد قرار دارد.

## مردم‌شناسی
مردم آن لر و از طوایف ایل بختیاری هستند و به زبان لری بختیاری سخن می‌کنند.

## اقتصاد
فعالیت اقتصادی مردم دشتک بیشتر کشاورزی و بعضاً دامداری می‌باشد. بخش زیادی از مردان این شهر در گذشته در کشور کویت مشغول به فعالیت بودند ولی در سالیان اخیر بسیاری از مردم به مشاغل خدماتی و اداری روی آورده‌اند. محصولات کشاورزی دشتک انگور، بادام، گردو، سیب ترش، زردآلو، گندم، عدس و… می‌باشد. قشر تحصیل کرده در این شهر زیاد بوده و این شهر افراد زیادی از پزشکان، مهندسان، معلمان و… را در خود پرورانده‌است.
- بر اساس مصوبه هیئت دولت، در سال ۱۳۹۰ روستای دشتک در شهرستان اردل به شهر ارتقاء یافت.